# Margarethenkirche (Kerstenhausen)

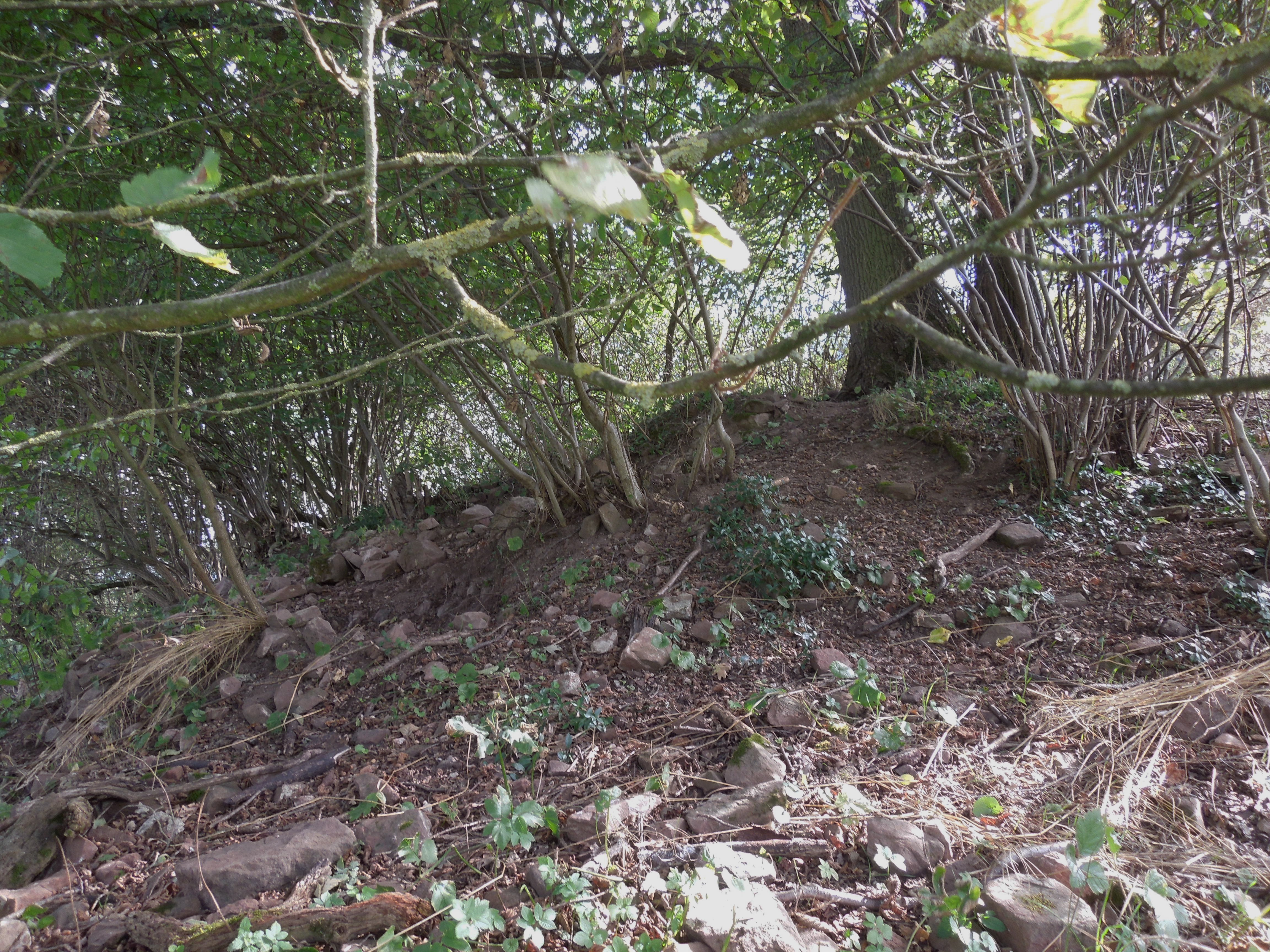
Mauerreste der Kirche

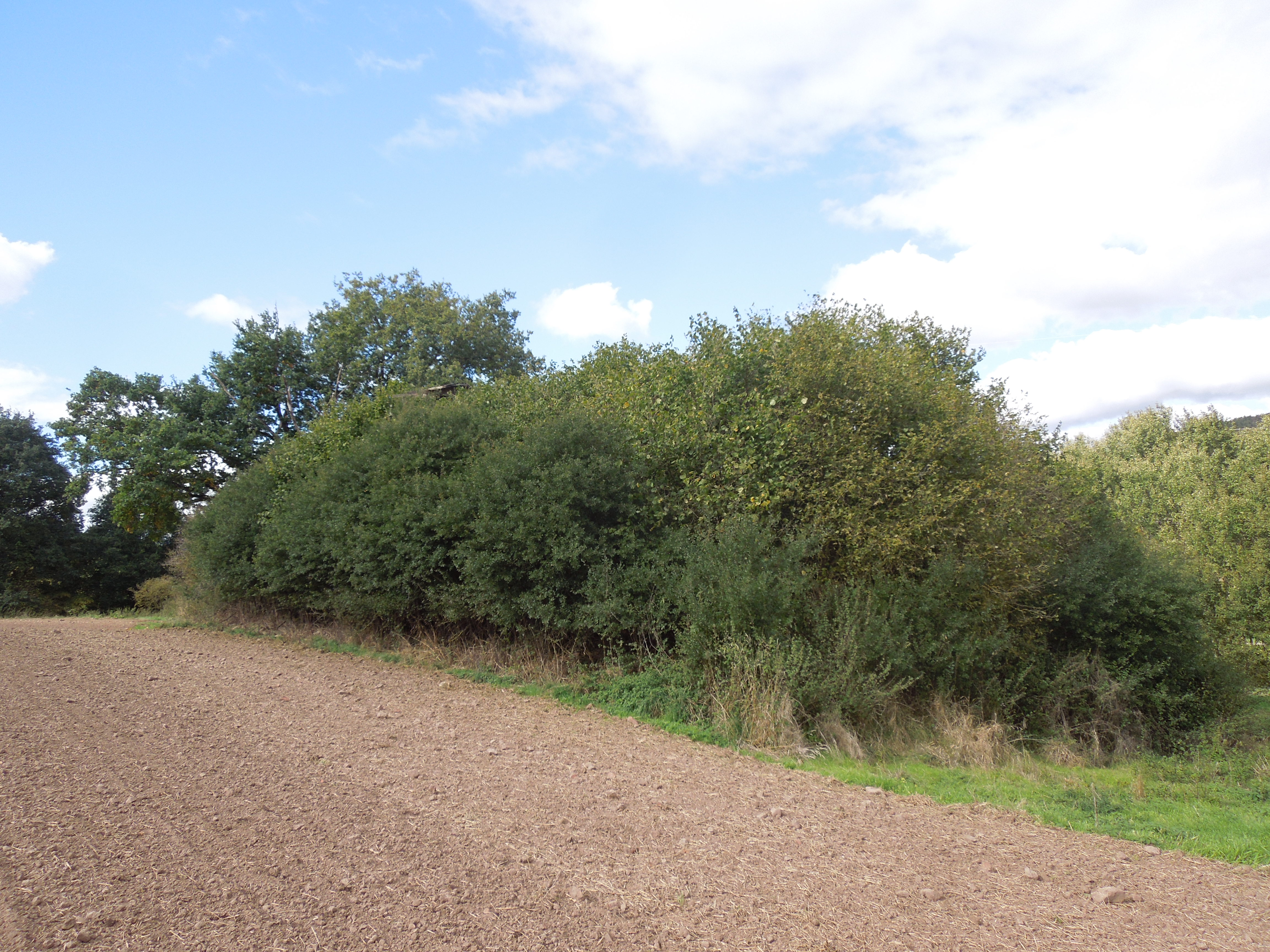
Die Busch- und Baumgruppe, die die Kirchenruine überwachsen hat

Die Margarethenkirche, gelegentlich auch Margaretenkirche, ist eine nur noch in wenigen überwachsenen Trümmerresten erhaltene Ruine einer Dorfkirche aus dem 14. Jahrhundert in der Wüstung Klein-Kerstenhausen in der Gemarkung von Kerstenhausen, einem Stadtteil von Borken im Schwalm-Eder-Kreis in Nordhessen.

## Geographie
Etwa 1 km südöstlich von Kerstenhausen, 50 m südlich der Kreisstraße 73 von Kerstenhausen nach Arnsbach, befindet sich am Nordwestrand eines Ackers 206 m ü. NHN eine etwa 40 × 20 m große, nahezu rechteckige Feldholzinsel auf einem niedrigen Bauschutthügel. Dies sind die Überreste der einstigen Kirche und, mit Ausnahme eines Mauerrests eines ehemaligen Mühlengrundstücks an der Schwalm, auch des 1578 als Einzelhof letztmals erwähnten Dorfs Klein-Kerstenhausen. Dieses lag auf dem rechten, südlichen Flussufer im Schwalmbogen zwischen der Kirche und dem etwa 200 m nordwestlich angelegten heutigen Sportplatz von Kerstenhausen, in der Schwalmpforte nördlich unterhalb des Kuhbergs (342,9 m). Örtlich ist noch der Flurname „Kirchenstumpf“ gebräuchlich.

## Geschichte
Die Kirche wird im Jahre 1344 erstmals urkundlich erwähnt und erscheint auch 1464 noch einmal als „ecclesia in minore Kerstenhusen“. Sie war der Margareta von Antiochia geweiht, der Schutzpatronin u. a. der Bauern, Jungfrauen, Ammen und Gebärenden. Das Kirchenpatronat besaß das Adelsgeschlecht derer von Löwenstein und die Gemeinde hatte wohl bis ins 16. Jahrhundert ihren eigenen Pfarrer. Das kleine Dorf wurde jedoch offensichtlich bereits um die Mitte des 16. Jahrhunderts weitgehend aufgegeben: im Jahre 1578 ist nur noch von einem einzelnen Hof die Rede, und die Kirche wurde nunmehr von einem auswärtigen Pfarrer betreut. Die Bewohner zogen in das bereits 1044 als „Christinehysen“ erwähnte Kerstenhausen flussaufwärts am linken Ufer, das wohl weniger hochwassergefährdet und auch nicht so windig war wie die Lage unmittelbar in der engen Schwalmpforte.
Die Margarethenkirche, nun auf dem anderen Flussufer nicht mehr so einfach zu allen Jahreszeiten und bei jeder Witterung zu erreichen, verfiel allmählich und wurde bereits 1705/1710 „die alte Kirck“ genannt. In Kerstenhausen selbst begann man im Jahre 1742, die dortige Kirche durch den Bau eines größeren Schiffs mit Emporen und des Westturms zu erweitern, um Platz für die gewachsene Zahl der Einwohner zu schaffen.
Ein Foto aus dem Jahr 1929 zeigt noch ein schmales, mehrere Meter hoch aufragendes Mauerstück, das jedoch nicht gesichert wurde und ebenfalls längst eingestürzt und überwachsen worden ist.